# Gus Bradley
Paul Casey “Gus” Bradley (Zumbrota, 5 luglio 1966) è un allenatore di football americano statunitense che svolge il ruolo di coordinatore difensivo per gli Indianapolis Colts della National Football League (NFL).

## Carriera da allenatore
Dopo i successi ottenuti come allenatore dei linebacker dei Tampa Bay Buccaneers e, soprattutto, come coordinatore difensivo dei Seattle Seahawks, che portò nel 2012 ad essere la miglior difesa della lega per punti subiti, il 17 gennaio 2013 Bradley firmò per essere il capo-allenatore dei Jacksonville Jaguars. Nella sua prima stagione terminò con un record di 4-12, al terzo posto della division. 
Il 18 dicembre 2016, dopo record di 2-12, culminato con una sconfitta contro gli Houston Texans nella settimana 15 in cui la squadra sprecò un vantaggio di 20-8, Bradley fu licenziato. In quasi quattro stagioni in Florida ebbe un record complessivo di 14-48 e la sua percentuale di vittorie del 22,6% fu la peggiore dell'era Super Bowl tra gli allenatori con almeno 50 panchine.

## Record come capo-allenatore
| Squadra | Anno   | Stagione regolare | Stagione regolare | Stagione regolare | Stagione regolare | Stagione regolare | Playoff | Playoff | Playoff   |
| Squadra | Anno   | Vinte             | Perse             | Pareggiate        | Posizione         | Risultato         | Vinte   | Perse   | Risultato |
| ------- | ------ | ----------------- | ----------------- | ----------------- | ----------------- | ----------------- | ------- | ------- | --------- |
| JAX     | 2013   | 4                 | 12                | 0                 | 3º AFC South      | no playoff        | -       | -       | -         |
| JAX     | 2014   | 3                 | 13                | 0                 | 3º AFC South      | no playoff        | -       | -       | -         |
| JAX     | 2015   | 5                 | 11                | 0                 | 3º AFC South      | no playoff        | -       | -       | -         |
| JAX     | 2016   | 2                 | 12                | 0                 | 4º AFC South      | no playoff        | -       | -       |           |
| Totale  | Totale | 14                | 48                | 0                 | -                 | -                 | -       | -       | -         |

## Vita privata
Il figlio Carter di Bradley dal 2024 gioca come quarterback nella NFL.